# Woodford Grange
Woodford Grange var en civil parish 1858–1900 när det uppgick i Trysull and Seisdon, i grevskapet Staffordshire i England. Civil parish var belägen 7 km från Wolverhampton och hade 8 invånare år 1891.